# 海爾 (波蘭)
海爾（波蘭語：Hel）是波蘭濱海省的城鎮，位於該國北部波羅的海沿岸的海爾半島。海爾是熱門的旅遊地點，約有2,800名居民。

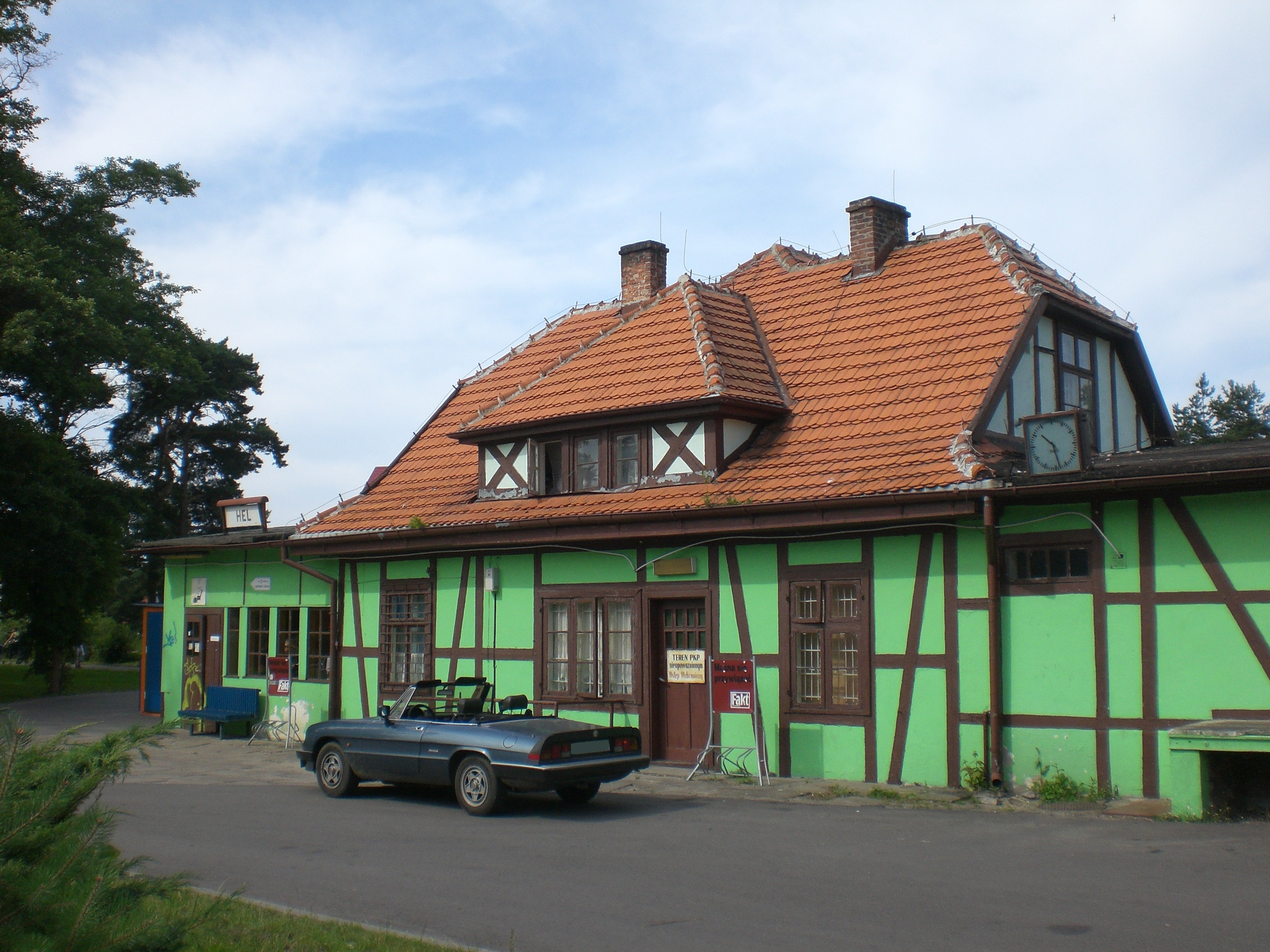
海爾火車站